# Ghiacciaio Leap Year
Il ghiacciaio Leap Year (in inglese, letteralmente, "ghiacciaio anno bisestile") è un ghiacciaio situato sulla costa di Oates, nella regione nord-occidentale della Dipendenza di Ross, in Antartide. In particolare, il ghiacciaio, il cui punto più alto si trova a circa 1600 m s.l.m., ha origine nella parte centrale dei monti Bowers, e qui fluisce verso sud-est, scorrendo tra il versante orientale della massiccio Molar e quello occidentale del monte Stirling, fino a unire il proprio flusso a quello del ghiacciaio Black in prossimità del picco Coronet.

## Storia
Il ghiacciaio Leap Year è stato così battezzato dal reparto settentrionale della Spedizione neozelandese di ricognizione geologica in Antartide svolta nel 1963-64; gli esploratori della spedizione raggiunsero infatti il ghiacciaio all'inizio del 1964, che è stato un anno bisestile, dopo aver oltrepassato il ghiacciaio Sledgers.